# Csepregi László
Csepregi László (1952 –) labdarúgó, középpályás.

## Pályafutása
1970 és 1974 között a Bp. Honvéd labdarúgója volt. Az élvonalban 1971. március 6-án mutatkozott be a Rába Vasas ETO ellen, ahol csapata 3–0-s vereséget szenvedett. Tagja volt az 1971–72-es idényben ismét ezüstérmes és az 1973-ban magyar kupa-döntős csapatnak. 1975 és 1984 között a Zalaegerszegi TE játékosa volt. Az élvonalban összesen 240 alkalommal szerepelt és 28 gólt szerzett.

## Sikerei, díjai
- Magyar bajnokság
  - 2. 1971–72
- Magyar kupa (MNK)
  - döntős: 1973